# Rainbow (álbum de Ayumi Hamasaki)
Rainbow é o quinto álbum de estúdio da cantora japonesa Ayumi Hamasaki. Foi lançado em 18 de dezembro de 2002 pela gravadora Avex Trax,  menos de um ano após o lançamento do seu álbum anteriormente I am…. Esse pode ser considerado o álbum em que Ayumi mais esteve presente na sua produção depois do seu álbum I am…, além de escrever todas as músicas do álbum, ela também trabalhou na composição de varias músicas utilizando de seu pseudônimo de compositora CREA. Ela também trabalhou assim com no álbum I am… em conjunto com o compositor e guitarrista D.A.I da banda Do As Infinity.
Para promover o álbum foram lançados três singles; "Free & Easy" (que começou um cadeia de singles que estrearam em 1º lugar na Oricon que segue até hoje), "H" e "Voyage", Além de várias canções que não foram singles como: "Heartplace" e "Real me", que foram usada em diversos fins comercias para promover diversos produtos e usadas como tema musical na televisão.

## Visão geral
A primeira prensagem do álbum vinha com uma faixa escondida listada como "Faixa 00", que levava o mesmo nome do álbum, e que continha uma senha para um site, que disponibilizava a versão instrumental da música que ficou disponível por um tempo limitado, aonde fãs podiam enviar suas próprias letras para a canção. Mais de 100,000 pessoas acessaram e enviaram suas propostas pelo site. A canção estava sendo planejada para ser lançada como single assim que a promoção terminasse. A canção foi oficialmente lançada mais tarde para promover a sua coletânea de baladas A Ballads.
Outras músicas que não foram lançadas com single foram usadas principalmente para promover câmeras digitais da Panasonic. A música "everywhere nowhere" foi usada como tema musical em um comercial para promover o tocador de MP3 modelo MJ55 da Panasonic. A música Heartplace foi usada como tema musical em um comercial para promover a câmera digital Lumix da Panasonic. A música "Real me" foi usada em um comercial para promover os players de aúdio D-Snap da Panasonic e a música "WE WISH" foi usada como tema musical em um comercial para promover comesticos kosé "visée".
Foi gravado um vídeo clipe para a música "Real me" para promover o álbum. A música teria sindo planejada para ser lançado com single, o que acabou não acontecendo. No vídeo da música aparecem os dançarinos da banda TRF, Chiharu e Etsu. "Dolls" foi inspirada em um filme com o mesmo nome do diretor Takeshi Kitano. A música não foi lançada como um single, mas se tornou bastante popular. Ela ainda chegou a ser incluída na compilação A Ballads. Ainda no álbum existe a faixa escondida "+" que diferente de outras faixas não possui intervalo de tempo a separando.

## Singles
O lançamento do álbum foi precedido por três singles. Em "Free & Easy", as letras falam de "auto-capacitação" e "liberdade". Ayumi disse:"Em Free & Easy, Eu escrevi o que estou sentindo no momento. Em outras palavras, eu quero ser uma pessoa que vive tomando a responsabilidade pela minha própria liberdade, e eu quero ser uma pessoa para quem estas palavras são perfeitamente aplicáveis". O single marcou uma mudança nos lançamentos da cantora, depois "Free & Easy" (com exceção de "No Way to Say") foi reduzido o número de remixes e versões que vinham nos singles que passaram para duas ou três, ao contrário dos singles anteriores que vinham com até seis ou sete remixes e versões. O segundo single H continha três faixas A-side; "independent", "July 1st" e "HANABI". O single atingiu a marca de um milhão de cópias vendidas, sendo seu sétimo single a atingir essa marca e também o último. O terceiro e último single "Voyage" era um composição de Ayumi (utilizando seu pseudônimo de compositora CREA) e D.A.I. O single teve grandes influências da música clássica, se tornou uma das obras feitas pela cantora mais elogiado pela crítica. A música ganhou o prêmio de canção do ano em 2002 no Japan Record Awards.

## Faixas
Todas as faixas escritas e compostas por Ayumi Hamasaki. 
| CD             |                      |                |         |  |
| N.º            | Título               | Música         | Duração |  |
| 1.             | "Everlasting Dream"  | CMJK           | 1:33    |  |
| 2.             | "We Wish"            | D.A.I          | 5:09    |  |
| 3.             | "Real Me"            | D.A.I          | 5:24    |  |
| 4.             | "Free & Easy"        | Crea + D.A.I   | 4:58    |  |
| 5.             | "Heartplace"         | Crea           | 6:05    |  |
| 6.             | "Over"               | CMJK           | 5:04    |  |
| 7.             | "Hanabi"             | Crea + D.A.I   | 4:52    |  |
| 8.             | "Taskinillusion"     | Tasuku         | 1:20    |  |
| 9.             | "Everywhere Nowhere" | pop            | 4:34    |  |
| 10.            | "July 1st"           | Crea + D.A.I   | 4:19    |  |
| 11.            | "Dolls"              | Crea           | 5:54    |  |
| 12.            | "Neverending Dream"  | HΛL            | 1:34    |  |
| 13.            | "Voyage"             | Crea + D.A.I   | 5:05    |  |
| 14.            | "Close to You"       | Crea           | 5:46    |  |
| 15.            | "Independent+"       | Crea + D.A.I   | 9:51    |  |
| Duração total: | Duração total:       | Duração total: | 71:28   |  |

## Vendas
O álbum vendeu 445 mil cópias em seu primeiro dia e estreou em 1º lugar na Oricon vendendo 1,016,482 de cópias na primeira semana de vendas, o álbum atingiu a marca de 1.857.870 de cópias vendidas no Japão  sendo o segundo álbum mais vendido no ano de 2003 e foi certificado 2x Million pela RIAJ. "RAINBOW" é o 89º álbum mais vendido de todos os tempos no Japão.

## Linkis Externos
- «Perfil Oficial do Álbum» (em japonês)
- «Perfil do Álbum na Oricon» (em japonês)
- «Página do Álbum Last.fm» (em japonês)